# Anželika Timanina
Anželika Igorevna Timanina (in russo Анжелика Игоревна Тиманина?; Ekaterinburg, 26 aprile 1989) è una sincronetta russa.

## Palmarès

### Olimpiadi
- 1 medaglia:
  - 1 oro (Londra 2012 a squadre)

### Mondiali
- 11 medaglie:
  - 11 ori (Roma 2009 a squadre programma tecnico; Roma 2009 a squadre programma libero; Shanghai 2011 a squadre programma tecnico; Shanghai 2011 a squadre programma libero; Shanghai 2011 nel combinato; Barcellona 2013 nel combinato tecnico; Barcellona 2013 a squadre programma tecnico; Barcellona 2013 a squadre programma libero; Kazan 2015 a squadre programma tecnico; Kazan 2015 a squadre programma libero; Kazan 2015 nel combinato libero)

### Europei
- 2 medaglie:
  - 2 ori (Budapest 2010 a squadre; Budapest 2010 nel combinato)